# Nephasoma rimicola
Nephasoma rimicola är en stjärnmaskart som först beskrevs av Gibbs 1973.  Nephasoma rimicola ingår i släktet Nephasoma och familjen Golfingiidae. Inga underarter finns listade i Catalogue of Life.